# Ильмаля
Ильмаля (баш. Элмәле) — деревня в Зианчуринском районе Республики Башкортостан Российской Федерации. Входит в состав  Баишевского сельсовета.

## География

### Географическое положение
Расстояние до:
- районного центра (Исянгулово): 101 км,
- центра сельсовета (Баишево): 4 км,
- ближайшей ж/д станции (Кувандык): 70 км.

## Население
| 1939 | 1959 | 1970 | 1979 | 1989 | 2002 | 2009 |
| ---- | ---- | ---- | ---- | ---- | ---- | ---- |
| 289  | ↘237 | ↗321 | ↘266 | ↘205 | ↗223 | ↗241 |
| 2010 |      |      |      |      |      |      |
| ↘205 |      |      |      |      |      |      |

Национальный состав
Согласно переписи 2002 года, преобладающая национальность — башкиры (99 %).